# 1813 w literaturze
Wydarzenia literackie w 1813 roku.

## Nowe książki
- Jane Austen – Duma i uprzedzenie
- Willem Bilderdijk – Kort verhaal van eene aanmerklijke luchtreis, en nieuwe planeetontdekking
- Samba Shikitei – Ukiyoburo
- Robert Southey – Żywot Nelsona

## Nowe dramaty
- Samuel Taylor Coleridge – Wyrzuty sumienia

## Nowe poezje
- George Gordon Byron – Giaur
- Alessandro Manzoni – Hymny święte
- Mary Russell Mitford – Poems on the Female Character
- Percy Bysshe Shelley – Queen Mab: A Philosophical Poem

## Nowe prace naukowe
- Humphry Davy – Elements of Agricultural Chemistry
- Johann Friedrich Herbart – Lehrbuch zur Einleitung in die Philosophie
- Robert Owen – A New View of Society, or Essays on the Principle of the Formation of the Human Character
- James Cowles Prichard – Researches into the Physical History of Man
- Arthur Schopenhauer – O poczwórnym źródle zasady racji dostatecznej
- Percy Bysshe Shelley – A Vindication of Natural Diet
- Madame de Staël – De l'Allemagne
- Madame de Staël – Réflexions sur le suicide

## Urodzili się
- 23 stycznia – Camilla Collett, norweska pisarka (zm. 1895)
- 18 marca – Friedrich Hebbel, niemiecki dramaturg i poeta (zm. 1863)
- 5 maja – Søren Kierkegaard, duński filozof i poeta romantyczny (zm. 1855)
- 28 sierpnia – Jones Very, amerykański duchowny, poeta i eseista (zm. 1880)
- 17 października – Georg Büchner, niemiecki pisarz (zm. 1837)
- 30 listopada – Louise-Victorine Ackermann, francuska poetka związana z parnasizmem (zm. 1890)

## Zmarli
- 20 stycznia – Christoph Martin Wieland, niemiecki poeta i prozaik (ur. 1733)
- 11 sierpnia – Henry James Pye, angielski poeta (ur. 1744)
- 26 sierpnia – Theodor Körner, niemiecki poeta (ur. 1791)
- 11 października – Robert Kerr, szkocki pisarz (ur. 1757)